# ملعب نادي الفتح
ملعب نادي الفتح هو ملعب كرة قدم في مدينة المبرز في الأحساء السعودية، يقع الملعب داخل منشآت نادي الفتح. أنشئ الملعب في عام 2004 ثم في عام 2022 خضع للتحسينات وافتتح الملعب بعد إعادة تأهيله في عام 2023. تبلغ طاقته الإستيعاب نحو 12.000 متفرج. ويُعتبر الملعب الرسمي لنادي الفتح السعودي.